# Kalle Stropp och Grodan Boll på svindlande äventyr
Kalle Stropp och Grodan Boll på svindlande äventyr är en svensk animerad film från 1991 regisserad av Jan Gissberg och med manus och musik av Thomas Funck, som också gör de flesta rösterna. Kalle Stropp och Grodan Boll och deras vänner var vid filmens premiär redan kända figurer från radio, teaterscen, tecknade serier, spelfilm och en animerad kortfilm.

## Handling
En dag uppfattar Grodan Boll och hans vänner en nödsignal och beger sig ut för att undersöka varifrån den kommer. De hamnar i Kottlandet som befolkas av levande tallkottar, vars existens hotas av att företaget Tonto-Turbo planerar att göra ett lyxhotell där Kottelandets skog nu ligger. När den nyfikna kotteflickan Kottegrön råkar följa med i Tonto-Turbos helikopter beger sig Grodan och de andra iväg för att rädda henne och hela Kottelandet - ett uppdrag som tar dem via Gripsholms slott till Stockholms stadshus och självaste Nobelbanketten.

## Om filmen
Filmen hade föregåtts av en 30 minuter lång kortfilm, Kalle Stropp och Grodan Boll räddar Hönan, som hade gått upp på biograferna 1987.
1992 blev Kalle Stropp och Grodan Boll på svindlande äventyr ett av bidragen på Berlinfestivalen, och samma år fick den hederspris på Cannesfestivalen. Regissören Gissberg tilldelades dessutom en Guldbagge för sin "gladlynta tolkning av Thomas Funcks sagovärld i Kalle Stropp och Grodan Boll på svindlande äventyr".

## Rollista
- Thomas Funck - Kalle Stropp, Grodan Boll, Papegojan, Plåt-Niklas, Räven
- Thorsten Flinck - affärsman Från Tonto-Turbo
- Peter Dalle - affärsman Från Tonto-Turbo
- Claes Månsson - affärsman Från Tonto-Turbo
- Åsa Bjerkerot - Kottegrön
- Eva Funck - Drottning Kotte
- Stig Grybe - Kung Kotte[5][6]